# Owhiro Bay
Ōwhiro Bay est une banlieue sud de la capitale Wellington, dans l’Île du Nord de la Nouvelle-Zélande, 

## Situation
Elle est située à l’ouest de la banlieue de Island Bay.
Elle domine le détroit de Cook.

## Toponymie
Le nom officiel de la banlieue a été changé à partir de « Owhiro Bay» en  « Ōwhiro Bay» (avec  un macron) par le New Zealand Geographic Board le 21 juin 2019

## Population
Ōwhiro Bay avait une population de 1 998 habitants lors du recensement de 2018 en nouvelle-Zélande, en augmentation de 105 personnes depuis le recensement de 2013.

## Activité
La banlieue a été une zone industrielle du sud de la cité de Wellington depuis les années 1950 avec l’ouverture de l’entreprise des  chaussures Bata et le site d’enfouisssement du sud (1976).
“Hawkins Hill” s’élevant à 495 m, qui est le plus haut sommet de la cité de Wellington    est le siège du dome d’un radar historique de l’aéroport.

## Éducation
L’école de « Ōwhiro Bay School» est une école publique, mixte, contribuant au primaire, allant de l’année 1 à 6. Elle a un effectif de 125 élèves.